# Salvador Alejos i Valero
Salvador Alejos i Valero   (Picanya, 1866 - Picanya, 1941) fou un tenor valencià de cert renom, conegut popularment com a «Salvaoret». La seua trajectòria musical va començar de la mà de Facundo Domínguez Reig, mestre de cant. Després va continuar els seus estudis de cant a Itàlia, de la portat pels mestres valencians Domínguez Reig i Lambert Alonso i Torres. Va formar part de les companyies d'òpera del teatre Principal de València i de la companyia d'òpera i sarsuela de Pablo Gorgé i Soler. Va actuar al Tívoli de Barcelona i a diferents llocs a Itàlia entre ells l'Scala de Milà on va triomfar per la seua gran veu i la potència dels aguts, que superava inclús la de l'italià Enrico Caruso. Després dels èxits a Itàlia tornà a València on s'incorporà de nou a la companyia del senyor Gorgé.. Va debutar com a tenor el 1r de desembre de 1902 al Teatre Principal de València, interpretant el paper del poeta Rodolf en l’òpera «La Bohème» de Puccini. També interpretà els papers principals de les òperes «Fausto», de Gounod; «Il trovatore», «Aïda» i «Rigoletto», de Verdi; i «Pagliacci», de Leoncavallo. 
L'Ajuntament de Picanya en ple del 22 de desembre de 1978 va decidir dedicar-li un carrer.